# Юркевич Анатолій Іванович
Анатолій Іванович Юркевич (30 серпня 1968, Шимкент) — український бізнесмен. У 2005-2007 роках був заступником голів Київської обласної державної адміністрації Євгена Жовтяка та Віри Ульянченко.
Входив до списку ста найбагатших українців[джерело?]. У 2013 році журнал «Фокус» оцінював його статки у $229,8 млн. Голова ради директорів компанії  «Мілкіленд-Україна» та MLK Foods (Cyprus). Кандидат економічних наук.

## Біографія

### Ранні роки
Народився 30 серпня 1968 року у казахстанському місті Шимкент. Закінчив середню школу с золотою медаллю.  

### Навчання
У 1990 року закінчив Київське вище військово-інженерне училище зв'язку з золотою медаллю. У1992 році був звільнений у запас. 
У 1997 році у Науково-дослідному економічному інституті Міністерства економіки України захистив дисертацію на здобуття звання кандидата економічних наук за спеціальністю 08.02.03 тема: «Акціонерна форма організації і механізм управління інтеграційними формуваннями».

## Бізнес
Перше підприємство ПАТ «Банкомзв’язок» засновано у 1992 році.
Перший мільйон доларів заробив на продажі шпротів[джерело?].
У 1997 році купив перший сироварний завод у Кам'янці-Подільському та Ніжинський молочний завод. У 2002 році придбав Менський сирний завод у Чернігівській області.  Молочний бізнес було реорганізовано у групу компаній "Мілкіленд" , яка має 10 заводів в Україні, власником якої він залишився. В 2003-2005 роках "Мілкіленд" став лідером серед виробників сиру в Україні. Станом на 2006 рік группа мала десятки підприємств, котрі виробляли сир.[джерело?]
2008 рік — купив у Росії Останкінський молокозавод. У 2010 році  молочній бізнес було реорганізовано  у групу Milkiland N.V., яка зробила IPO  на Варшавської фондової біржі. У 2012 році «Мілкіленд» почав бізнес в Євросоюзі, придбавши сироробний завод «Островія» у Польщі. 2013 р. російські активи «Мілкіленду» поповнилися заводом «Сыродел» у Курській області.  З початком війни Росії з Україною у 2014 році, у групи Мілкіленд, розпочався період складного часу. Група втратила основний ринок збуту для України та Росії. Втратила всі інвестиції у Росії. Але провела реструктуризацію основних кредиторів та перейменувалась у MLK Foods PCL. Після 24 лютого 2022 року, MLK Foods негайно припинило дію ліцензійної угоду на використання брендів «Добряна» та «Король Артур» на території Росії. Після цього MLK Foods не має ніякої діяльності або інтересів на території Росії.
Заснував мережу супермаркетів «Край» і «Країна», ТРЦ «Магелан» у Києві, Миколаєві, Харкові. 
Розпочав будівництво  проекту «City State».
У 2011 р. Юркевич увійшов до сотні найвпливовіших українців за версією журналу «Корреспондент» 
Після девальвації гривні у 300% близький до  бізнесмена Український Професійний Банк 2015 р. було визнано неплатоспроможним, що завдало тяжкого удару.
Конфлікт із російськими Сбербанком та ВТБ. У 2004 році було добудовано та введено в експлуатацію ТЦ «Магелан». У 2010 р. виникла необхідність дофінансувати будівництво ТЦ «Магелан» у Харкові. Так як "Мілкіленд"  працював у Росії із Сбербанком, тому  ДП «Край Поперті» звернулось до «Сбербанку» в Україні. Першу чергу харківського «Магелану» було введено в експлуатацію в 2011 р., другу чергу планувалося дофінансувати через ВТБ Банк, який надав перший транш фінансування на початку січня 2014 року. Проте, вже у лютому 2014 р., після початку війни Росії проти України фінансування ВТБ Банк  було припинено. Діяльність російських банків в Україні не було зупинено, через це харківський об'єкт довелося віддати ВТБ і почати переговори з реструктуризації боргу зі «Сбербанком». "Сбербанк" у Росії розпочав атаку, яка привела до  банкротства Останкінського молочного комбінату.  В Україні «Сбербанк» отримав вказівку  не досягати реструктуризації.  
У статті, яка була опулбікована на сайті «Українська правда» Юркевич пояснив, що якби виросла дохідність, борги були би віддані. Однак після девальвації гривні впала купівельна спроможність українців, і орендарі не могли сплачувати ТРЦ високі орендні ставки.
Вони просили «Сбербанк» зменшити відсоткову ставку, однак банк відмовився.
У грудні 2017 року «Сбербанк» стягнув всю обтяжену нерухомість у свою власність. Тільки цього йому здалося мало, і він продовжив атаку на іншу нерухомість та землю довкола ТРЦ Магелан, м. Київ. У Юркевича в Магелані залишилось лише 25%.
Незважаючи на припинення діяльності 24.02.2022 "Сбербанк" в Україні та передачу його у ФГВФО, конфлікт не вирішено.  

## Політика
У 1998 році брав участь у парламентських виборах. Під час виборів 2004 року підтримував Віктора Ющенка, його люди їздили в Донецьк, допомагали організувати проведення третього туру виборів. У 2005 році отримав запрошення від Євгена Жовтяка на посаду заступника голови Київської ОДА. Більше півроку працював у Київській облдержадміністрації під керівництвом Віри Ульянченко, після чого вирішив залишити політику.[джерело?]

## Громадська діяльність
З 6 лютого 2000 року по 16 листопада 2002 року — заступник Голови Ради Підприємців при Кабінеті Міністрів України. З 16 листопада 2002 по 26 травня 2005 року — член Ради Підприємств при Кабміні. З червня 1999 року — Голова Ради Громадської організації Об'єднання підприємців «Ділова ініціатива» (в період з лютого 2004 по квітень 2005 року — член Ради ГО ОП «Ділова ініціатива»).[джерело?]

## Статки
У 2008 році журнал Фокус оцінив капітал Юркевича в $145 млн., в 2009 — в $285 млн., в 2010 році — в $120,7 млн., в 2011 — $523 млн. 2011 року Forbes оцінив його активи в $413 млн. У 2011 році зайняв 21 місце в щорічному рейтингу журналу «Кореспондент» «Золота сотня», а у серпні того ж року за версією цього журналу входив до списку 100 найвпливовіших українців .
У 2015 році в рейтингу «Forbes» серед найбагатших українців Юркевич посів 72 місце, маючи статки 55 млн. доларів , але вже 2016 р. бізнесмен посів 86 місце зі статками 40 млн. доларів .

## Родина
- Дружина — Юркевич Ірина Володимирівна.
- Мати — Ольга Федорівна  (померла 21.10.2021р)
- Батько — Іван Юркевич (помер 11.05.2020р.)
- Діти - Анна та Іван 2006 року народження, Михайло 2007 р. н., Вікторія 2017 р.н.